# Флеминг (род)
Флеминг (швед. Fleming) — шведско-финляндский дворянский род, вероятно, имеющий фламандские корни.

## Происхождение и история рода
Первым шведским представителем рода, о котором имеются достоверные сведения, был рыцарь Педер Флеминг, упоминавшийся в документах между 1366 и 1406 гг. От его внуков Хенрика Классона (лагман в северной Финляндии во 2-й половине XV в.) и Магнуса Классона происходят две главные ветви рода — старшая и младшая.
Внуком первого был финский стурман Эрик Йоакимссон Флеминг, сын которого Клас Эрикссон во время коронации в 1569 г. короля Юхана III получил титул барона (эта баронская ветвь Флемингов аф Вик пресеклась в 1599 г.). Племянник Эрика Ларс Иварссон стал бароном в 1561 г. при коронации Эрика XIV, однако основанная им баронская ветвь Флемингов аф Нюнес пресеклась уже в 70-х гг. XVI в. со смертью его сына. В начале XVII в. старшая ветвь Флемингов вымерла.
Младшая ветвь в лице Хенрика Классона была внесена в матрикулы Рыцарского дома в 1625 г. под № 4. Его сын, Эрик Хенрикссон, был возведён в баронское достоинство в 1654 г. и стал основателем баронской ветви рода — Флемингов аф Лаис, мужская линия которой пресеклась в 1786 г. От племянника вышеупомянутого Хенрика, Класа Ларссона, чьи дети в 1651 г. получили баронский титул, происходит существующая до сих пор баронская ветвь Флемингов аф Либелиц.
Одна из баронских ветвей этого рода в 1818 г. была внесена под номером 1 в матрикулы финского Рыцарского дома, однако в 1852 г. его мужская линия пресеклась, а затем, в 1881 г., и женская. От внука вышеупомянутого Класа Ларссона, Класа Херманссона, дети и вдова которого в 1687 г. получили графский титул, произошла графская ветвь рода Флемингов. Она была внесена в матрикулы в 1689 г., но пресеклась в 1729 г. В 1831 г. вымерла и другая графская ветвь, произошедшая от баронов Флемингов аф Либелиц, и основателем которой был Клас Адольф.

## Наиболее известные представители рода
- Флеминг, Эрик Йоакимссон (1487—1548) — советник Густава Васы, шведский посланник в Дании.
- Флеминг, Клас Эрикссон (ок. 1530—1597) — риксадмирал.
- Флеминг, Ларс Иварссон (ум. 1562) — губернатор Эстляндии.
- Флеминг, Хенрик Классон (1584—1650) — дипломат, лантмаршал.
- Флеминг, Клас Ларссон (1592—1644) — адмирал, член риксрода и губернатор Стокгольма.
- Флеминг, Эрик Хенрикссон (1616—1679) — член риксрода, лантмаршал.
- Флеминг, Херман Классон (1619—1673) — президент Редукционной коллегии, генерал-губернатор Финляндии.
- Флеминг, Ларс Классон (1621—1699) — член риксрода.
- Флеминг, Ёран Классон (1628—1667) — член риксрода, дипломат.
- Флеминг, Клас Херманссон (1649—1685) — королевский советник, лантмаршал.
- Флеминг, Отто Херманссон (1696—1778) — член риксрода, дипломат, сторонник партии «шляп».
- Флеминг, Клас Адольф (1771—1831) — риксмаршал.